# 城市猎人
《城市獵人》是日本漫画家北条司的漫画作品，於1985年至1991年在集英社的漫畫雜誌《週刊少年Jump》連載，單行本全35集。
之後陸續改編成動畫、小說、真人電影、電視劇、舞台剧等。漫畫的世界累計發行量已達到5千萬冊以上。

## 創作
《城市獵人》正式連載之前，北条司先行發表《城市獵人 -XYZ-》以及《城市猎人 -双刃剑-》（シティーハンター -ダブルエッジ-）兩部平行世界漫畫，男主角冴羽獠的原型來自北条司之前的漫畫作品《貓眼三姐妹》的神谷真人。因上列兩部平行世界漫畫受到高度好評，《城市獵人》終於在1985年至1991年期間正式於集英社《週刊少年Jump》長期連載。北条司另一部漫畫《天使心》則是《城市獵人》的平行世界作品，只沿用人物設定而非其續集。

## 故事角色
冴羽獠(SAEBA RYO)
配音： 神谷明； 魏伯勤（中視）、梁興昌（Animax、天使心）【電視動畫版】／于正昇（1990年）、黃天佑（2019年）、王辰驊（2023年）【劇場版】； 張炳強／陳欣（天使心）／何偉誠（2019年）【劇場版】
本作主人公，以新宿為根據地活動的私家偵探『城市獵人』(CITY HUNTER)。
中國大陸曾有译名「寒羽良」，香港電視動畫版使用譯名「孟波」，亦見於香港、台灣舊版漫畫。
槙村香(MAKIMURA KAORI)
配音： 伊倉一惠； 馮友薇（中視）、傅其慧（Animax）【電視動畫版】／呂佩玉（1990年）、楊凱凱（2019、2023年）【劇場版】； 袁淑珍／王慧珠（2019年）【劇場版】
槇村秀幸的妹妹，1965年3月31日出生。在秀幸被殺後，接替秀幸成為獠的搭擋。她的髮型是短髮，打扮較為中性，經常被獠當作是妹妹或男性甚至變性人，號稱是唯一不會令獠勃起的女性。同時亦是令獠無法防禦攻擊的人，善用鐵槌與大木槌，能從精神領域將之具現化出來攻擊對手(主要是獠)。與獠同樣是牡羊座生日(因為獠從小是孤兒不知生日。香認定獠的生日是三月二十六日)。
後來得到海坊主的真傳，教授其設置陷阱的功夫，利用其鐵槌及陷阱設置，多次阻止好色的的獠與委託者中的女性發生關係。对獠怀有恋愛的感情，但常因他的好色行为而气愤的使用铁锤。香跟獠的關係一開始像是兄妹。
與獠的初次見面，在高二時因跟蹤兄長而曾與獠見面，男裝的打扮被獠當作小男孩。一直以為獠沒有認出她是當年的那位小男孩，但是在最後一卷中得知獠其實從一開始就知道了。
香繼承了秀幸的Colt Lawman MKIII(漫畫11卷152頁)短管左輪手槍。但因獠不想香成為兩手沾滿血腥的殺手，故把槍的準星和膛線改成怎樣也打不中目標，因此香的槍法甚差。
香十分看重獠的生意，沒有生意時，很多時候會替獠找尋生意並做宣傳，不合獠心意的委託人不會接受。香都會代替獠保護委託人，可是香的技術不及獠，經常因此遭受險境，但獠往往會在香的背後暗中保護，解決她遇上的困難。
發生天野翔子飛機撞公寓事件(漫畫卷23），知道獠因為小時候在中南美洲發生飛機失事，因此造成獠有了飛機恐懼症。對於獠小時候所發生的事極為心疼，就此兩人開始漸漸地走在一起。
其實香不是槙村的親生妹妹，只是槙村的刑警父親在追捕疑犯時帶回來的孩子。真正名字是久石香，有一個親生姊姊立木小百合（因父母離婚後用母親姓氏），父親是意外身亡的殺人疑犯久石純一。兩姊妹手上都帶著母親遺留的戒指。小百合本想和香相認，帶她到美國；但最終因不想破壞香和獠的生活而放棄。
中国大陸曾译做「牧村香」，港台盜版時期譯名「林惠香」。角色名「香」取自北条司的責任編輯堀江信彥當時剛出生的女兒之名。
槙村秀幸(MAKIMURA HIDEYUKI)
配音： 田中秀幸； 李景唐（Animax）【電視動畫版】／陳彥鈞（2023年）【劇場版】； 林國雄
香的兄長。獠的好友和拍檔。原與野上冴子是警視廳的拍檔。因在一次破獲人蛇集團的行動中手下女警十多人全體被殺而引咎辭職，從此和冴羽獠搭檔城市獵人；其工作除確認委託人的委託之外，還有情報的收集。『將軍』率領的暴力組織『樂生會』，以毒品控制旗下的女性賣春，不願將靈魂賣給惡魔的人，只有死路一條。注射了『PCP天使塵』的人都會變成力大無窮的怪物，稱為『恐怖天使』。槙村在最後因拒絕被企圖盤據新宿的毒品組織『樂生會』的幹部『將軍』拉攏利用而慘遭『恐怖天使』殺害，死前仍堅持在雨中步行到在公園等候的獠面前，死在獠的背上，臨死前，將沒有血緣關係的妹妹香託付給冴羽獠。
港台盜版時期譯名「林仲村」。原作漫畫中本來並未設定槙村的名字，後因動畫版配音員田中秀幸的名字而採用之。
野上冴子(SAEKO Nogami)
配音： 麻上洋子→一龍齋春水； 呂佩玉（中視）、馮嘉德（Animax）【電視動畫版】／李宛鳳（1990年）、錢欣郁（2019年）、馮嘉德（2023年）【劇場版】； 黃麗芳
東京警視廳的刑警，性感妖艷的美女，聰明能幹身手矯健，也能善用自己的美色破案，故得外號「警視廳的狐狸精」，個性看似是個獨立女強人，其實是隱藏渴望被愛溫柔小女人的偽裝，出勤時大腿內側一定用皮帶暗藏數把飛刀供危難時急用。與獠熟識，為了偵查刑事重案，時常私底下以一夜情作為條件誘惑獠協助破案，看似每次都以『愛的一發』為誘餌。委託獠幫忙查案，其實暗戀冴羽獠。平常沒事也願獻身。聲稱願意提供身體讓獠洩慾或毛手毛腳，但都會被阿香阻止。父親是警視廳總監，為了冴子總是不滿意他安排的相親對象而煩惱不已，冴子還有兩個妹妹：野上麗香、野上唯香。
港台盜版時期譯名「汪美君」。
海坊主(Umibozu)／隼(FALCON)
配音： 玄田哲章； 符爽（中視）、陳幼文（Animax）【電視動畫版】／符爽（1990、2019年）、陳彥鈞（2023年）【劇場版】；馮永和→陳永信→盧國權→陳永信（TVB）／黃志明（2023年）【劇場版】
本名是伊集院隼人，漫畫前期是跟獠一樣的雇傭殺手，在實力上與獠不相伯仲的同行，外號海坊主(海怪)，傭兵時代的代號是『隼』(FALCON)，這個代號只有美樹在用，因曾是傭兵游擊隊，因此善於佈置陷阱及游擊戰術，在中美洲的游擊隊與政府軍戰爭中，被注射『PCP天使塵』的年輕的獠打傷眼睛，而損害視覺神經。因此在漫畫故事後期失去視覺，轉行成為貓眼咖啡店的店主，但是身手依舊俐落。雖被獠奪走視覺，但對獠沒有恨意，認為這是戰爭給他的傷痕，不是獠給他的傷痕。而「海怪」此名字亦是獠為他而設。海坊主面對女性會滿面通紅且無法說話，是極為害羞的男人。精於各方面游擊隊戰術技巧的海坊主，是設陷阱的達人，並將設陷阱的技巧傳給慎村香。大塊頭的海坊主，只有害怕貓這一個弱點，幼貓尤其嚴重（包括貓的聲音）。
港台盜版時期直譯為「海怪」（實際上日文原名「海坊主」在中文即為「海怪」與「章魚」之意），該譯名至今仍被國語配音沿用。
美樹(MIKI)
配音： 小山茉美【電視動畫版】／伊藤美紀（第二、三部）、小山茉美（第一、四部）【劇場版】； 李宛鳳（中視）、馮嘉德（Animax）【電視動畫版】／李宛鳳（1990年）、陶敏嫻（2019年）、林慕青（2023年）【劇場版】；雷碧娜／楊婉潼（2023年）【劇場版】
海坊主的女朋友。在小時候因地方戰亂成為孤兒，被海坊主收養後成為職業傭兵；繼而單戀海坊主。因為海坊主害羞，所以蹉跎而分離。為了追求海坊主，美樹追到日本東京要求結婚。海坊主因希望美樹能遠離槍彈過著普通女人的生活，故提出美樹襲擊冴羽獠成功才能認可美樹的戰爭技藝並結婚的條件。在過程中海坊主為其真情感動而公開接納美樹，雖還是害羞沒有答應結婚的要求但認可美樹成為其夥伴。事件結束後，美樹開設貓眼咖啡店。海坊主隨後立即協助美樹主持店內吧台服務。隨著兩人感情日漸穩定，加上海坊主視力漸漸惡化，美樹與海坊主兩人的生活重心在後期多集中在貓眼咖啡廳。貓眼咖啡廳也因此成為漫畫系列後期的重要場景。在最後一卷中，於眾人見證下與海坊主結婚。儘管婚禮上出現了意外的妨礙者。美樹外型上的模特兒是1980年代的女星今井美樹。
麻生霞(KASUMI ASOU)
配音： 富永美衣奈； 馮嘉德（Animax）； 樂蔚 、林元春（第二、三部）
這個角色脫胎自《貓眼》中的美女神偷，是具有巴掌大的小臉蛋的美女。因為某種緣故，家族世代從事偷盜業的女飛賊(代號怪盜305)，第一次是受了某個老人委託，為生病而眼睛看不見的他，委託獠幫忙找出黑色鬱金香。第二次出現，則是她的家族逼婚。迫不得已委託獠當一日戀人。替她擺脫糾纏不休的求婚者『麻生崇司』。逼婚事件後被祖母指責心被獠偷走，在偷回自己的心之前不得回家並廢除家規。無家可歸的霞為了偷走獠的心，以店員身份住宿在貓眼咖啡廳。
霞的生日和美樹是同一天，根據原作顯示霞為1969年1月15日出生。
野上麗香(RIKA NOGAMI)
配音： 鷹森淑乃； 錢欣郁（Animax）【電視動畫版】；林元春
在獠與香公寓旁邊開設『RN偵探社』的美女偵探。其實是冴子的妹妹。原本是刑警，因為被身為販毒集團首腦的黑川警視陷害，失去線人，害死了同事友村。因而退出警界。以『愛的一發』(IPPATSU)為餌，委託獠幫忙查出黑川的不法證據。性格驕縱，認為姊姊冴子只會利用美色讓男人替她賣命。喜歡獠，夢想著成為獠的搭檔。父親是警視總監。有一個妹妹唯香(女高中生)和兩個年僅七歲的雙胞胎妹妹。
野上唯香(HYOUKA NOGAMI)
野上冴子和野上麗香的妹妹，家中排行老三。是一個活潑可愛的的高中女生，同時也是著名的偵探小說作家『北野唯香』。然而據冴子和麗香的描述，唯香的作品幾乎都是抄襲她們的事件資料。性格活潑開朗，好奇心旺盛，一旦靈感湧現就會情不自禁的說出來，也因此時常嚇到身邊的人。
因為一次拷貝了警視廳的資料被冴子追捕的唯香無意間遇到了醉倒在街頭的獠，原本唯香換成自己因為殺人嫌疑被警方追捕要求獠護送自己到RN偵探社，後在得知獠就是姐姐的鄰居——也就是傳說中的城市獵人後為了寫清道夫的故事而暫住獠家中。住進來後，原本因獠一沒工作二又好色外加各種耍廢行徑（儘管是獠為了擺脫她故意裝瘋賣傻）一氣之下想放棄取材，直到一次綁架被獠救出後，唯香以委託人的身份僱傭獠作為自己的保鏢並繼續在獠的身邊取材。後來又一次遭到壞人綁架，在獠和香合力之下再一次救出。感受到獠和香之間的羈絆的唯香決定放棄取材，並和獠約定等獠和香之間的關係有結論後再來寫成小說，希望獠能夠拜讀。
動畫版雖然有在特別篇《緊急插播!?兇惡犯犽羽獠的末日》的主題曲動畫出現，實際尚未正式登場。雖然是取自漫畫版三姐妹同框的畫面，但和漫畫版不同的是，漫畫版是三姐妹和獠，而不是動畫版主題曲動畫中她們的父親。
米克·安吉爾（MICHAEL ANGEL）
配音： 成田劍【Drama CD】
獠在美國時的好友兼搭擋，各方面與獠不相伯仲，但缺點是和獠一樣的好色。漫畫劇情中在第32卷登場，受海原神委託來殺獠，最後因愛上香而在決鬥中認輸。回美國途中，被海原神炸毀飛機，墜入海中擒獲，並被注射『PCP天使塵』，成為對付獠的傀儡士兵，最後因對香的愛而恢復神智。但卻因為在屬於『樂生會』的遊艇上，為了不使自己被海原神操縱，故意誤觸電力系統，致使雙手殘廢，筋脈盡斷，終生不能再拿槍(只能使用袖箭)。後在教授和名取和江的悉心照料下痊愈，也逐漸愛上了和江（儘管有了和江後依舊不改好色的毛病），從此定居日本成為獠的另一個鄰居。故事最後，終與美女和江成為一對戀人。
瑪莉(MARY)
配音： 高坂真琴； 錢欣郁（Animax）【電視動畫版】； 蔡惠萍
是一個來自美國的殺手，與獠是在美國時期的搭檔。身材面貌姣好的金髮女子，外號『血腥瑪莉』(Bloody Mary)。隱退後曾一度化名為羅絲·瑪莉成為美國頂級模特，對外宣稱自己是24歲（根據獠和瑪莉的對話，實際年齡似乎更高）。知曉獠成為僱傭兵的過去，實際是從曾擔任獠助手的已故的父親聽聞此事。自稱是為了來日本觀光旅遊而暫住獠家裡，實則因恋人耶立克被曾经被和獠联手击溃的戴比特·克赖劫持，为了救出恋人的瑪莉不得不按照對方指示接近並設計杀害獠。后在獠和阿香还有海坊主的帮助下救出恋人再度击败克赖，与耶立克团聚后离开日本。兩年後瑪莉再度來到日本，此番是在得知米克的航班遭到爆破後特地前來委託海坊主協助獠對抗海原神，並向海坊主和美樹告知了獠和海原神的過去 。 後與海坊主等人與獠碰面，在獠表示會親手殺死海原神並勸其回美國後打算獨自一人對抗海原神，卻因敵眾我寡被打成重傷昏迷。在獠和海原神決戰後，瑪莉與冴子等人前來迎接獠和香等人。
索妮雅·菲爾德(SONIA FIELD)
配音： 松本梨香； 錢欣郁（Animax）【電視動畫版】； 曾佩儀
賞金獵人堅尼菲爾德的女兒。因為十年前父親被獠所殺。前來日本找獠報仇。以無害的姿態接近獠和海坊主。企圖挑起紛爭。失敗後以委託人的身份。委託海坊主殺獠。最後從美樹口中得知父親被殺的真相後決定放棄復仇，並離開了日本。
羅勃·哈里森(Robert Harrison)
配音： 堀秀行； 何志威（Animax）【電視動畫版】； 馮錦堂
獠在美國時的搭檔，也是他的摯友和救命恩人。各方面與獠不相伯仲，和獠一樣好色。原本受獠所託聯手擔任費力丹王國公主的保鏢，實則為被馬爾基特委託在山莊爆炸計劃失敗後暗殺費力丹王國公主；任務失敗最後與獠決鬥中身亡。在動畫第3期的最後兩集可得知，羅勃之所以接受委託是因吉尼斯企業以戀人的性命要挾而被迫接受。
動畫版原創角色，漫畫版沒有這個角色，僅有與此角色相似的米克·安吉爾。
蘇菲·席爾文(Sophie Silverman)
配音： 佐佐木由美子； 錢欣郁（Animax）【電視動畫版】； 林丹鳳
動畫版原創角色，美國私家偵探協會的經紀人。前來日本視察獠工作時的情形。真實身份其實是號稱“銀豹”的女殺手，目的是為她一年前在決鬥中被獠所殺的男友未婚夫(羅勃·哈里森)前來日本找獠報仇。之後蘇菲劫持香，並提出要和獠在一個星期以後決鬥。在欲找獠報仇的同時，也被吉尼斯企業的人盯上，因為羅勃留給蘇菲的項鍊裡存有吉尼斯企業要求羅勃生前暗殺的資料微縮膠卷。在和獠聯手殲滅吉尼斯企業後欲打算繼續和獠決鬥。後被香感化放棄復仇的使命，離開日本。
堅尼·菲爾德(KENNY FIELD)
配音： 柴田秀勝； 李景唐（Animax）【電視動畫版】； 梁耀昌
全美第一的賞金獵人。也是索妮雅(Sonia)的父親。被樂生會的海原神以女兒索妮雅安危威脅要來殺獠。結果故意在與獠決鬥中打敗赴死。
海原神(SHIN KAIBARA)
配音： 堀內賢雄
樂生會的長老，亦是獠幼年時的收養者(養父)。在獠幼年時與游擊隊的同僚肯尼·菲爾德共同撫養獠。雖然初期與獠關係良好，但到後期因戰爭的持續，使其發瘋。在游擊隊與政府軍戰事膠著中。良知逐漸地被抹滅，開始主張以『PCP天使塵』來做出無敵士兵的軍隊，並以獠為最初的實驗對象，被注射『PCP天使塵』的獠。雖然成功地屠滅了敵人的部隊。卻有了後遺症。海原神因而被游擊隊驅逐，其後成為『樂生會』的首領，之後以組織力量威脅米克必須殺死獠。米克任務失敗後，海原將米克乘坐的飛機炸毀，並親自來到獠的家警告獠。最後與獠在船上決戰。在開出港口，在公海上漂流的客輪上，操縱人的人與被操縱的人，父子兩人展開了決鬥。海原並以注射了『天使塵』的米克為棋子，讓他與獠兩人在黑白棋盤方格的地板上展開對決。自己則在一旁欣賞。在米克觸電自殘後，海原親自下場向獠挑戰，雙方比誰的拔槍快，結果被獠一槍射穿心臟身亡。他是《城市獵人》中獠最後的大敵。也是獠心中的父親。這個角色在《貓眼》(CAT'S EYE)中也有登場。性格上有雙魚座邪惡貴族的傾向。喜歡穿摩羯座剪裁合身的服飾。穿著高雅具有水瓶座簡約的風格。把人當棋子操縱。不管他人死活。故名為『神』。
在動畫系列作品中，則是於2023年上映的電影版《天使之淚》中首度登場。
銀狐(Silver Fox)
配音： 山寺宏一； 李景唐（Animax）【電視動畫版】； 鄧榮銾
外表梳著龐克頭，擅長化妝接近對手，進行暗殺的殺手，為了爭奪天下第一的殺手寶座，向獠挑戰，結果卻敗在擅長設陷阱的香手裡。第二次出現的時候，則以擅長的化妝術，化裝成獠，潛伏在香身邊，企圖雪恥，結果卻被獠識破，看似嚴肅其實是搞笑角色。
神宮寺道彥(KAMIYAJIN)
自稱是獠的祖父。認為獠是他失散多年的孫子神宮寺諒一。是多年前在中美洲搭乘雙引擎小飛機。卻意外墜機失蹤的兒子和媳婦的孩子。一心想要獠與從小指腹為婚的神宮寺遙結婚。
神宮寺遙(HARUKA KAMIYAJIN)
因父母雙亡。從小就嫁入神宮寺家。是神宮寺家的童養媳。認定神宮寺諒一(神宮寺道彥認定獠的真名)是一生的結婚對象。
黑蜥蜴(Black LIZARD)
神宮寺修造聘僱的殺手。後來雖然神宮寺解除委託仍繼續執行。一心想殺死獠。聲稱行動乃是為了朋友銀狐復仇。

## 出版書籍
漫畫單行本由集英社出版，全35卷。但完整收錄全系列（含連載版原型的初期短篇）的完全版則由德間書店發行，全32卷。台灣中文版單行本由集英社授權時報文化率先出版，後來改由東立出版社出版，東立版第1～3卷是Coamix授權發行，第4～35卷是North Stars Pictures授權發行。完全版的中文版由尖端出版發售。

### 集英社版
單行本
| 冊數 | 副標題 | 集英社     | 集英社             | 時報出版      | 時報出版           |
| 冊數 | 副標題 | 發售日期   | ISBN               | 發售日期      | ISBN               |
| ---- | ------ | ---------- | ------------------ | ------------- | ------------------ |
| 1    |        | 1986年1月  | ISBN 4-08-852381-4 | 1993年1月1日  | ISBN 957-13-0560-X |
| 2    |        | 1986年4月  | ISBN 4-08-852382-2 | 1993年1月1日  | ISBN 957-13-0561-8 |
| 3    |        | 1986年6月  | ISBN 4-08-852383-0 | 1993年1月1日  | ISBN 957-13-0562-6 |
| 4    |        | 1986年9月  | ISBN 4-08-852384-9 | 1993年1月1日  | ISBN 957-13-0563-4 |
| 5    |        | 1986年12月 | ISBN 4-08-852385-7 | 1993年1月1日  | ISBN 957-13-0564-2 |
| 6    |        | 1987年2月  | ISBN 4-08-852386-5 | 1993年1月1日  | ISBN 957-13-0565-0 |
| 7    |        | 1987年4月  | ISBN 4-08-852387-3 | 1993年1月1日  | ISBN 957-13-0566-9 |
| 8    |        | 1987年6月  | ISBN 4-08-852388-1 | 1993年1月1日  | ISBN 957-13-0567-7 |
| 9    |        | 1987年8月  | ISBN 4-08-852389-X | 1993年1月1日  | ISBN 957-13-0568-5 |
| 10   |        | 1987年10月 | ISBN 4-08-852390-3 | 1993年1月6日  | ISBN 957-13-0569-3 |
| 11   |        | 1987年12月 | ISBN 4-08-852391-1 | 1993年1月15日 | ISBN 957-13-0570-7 |
| 12   |        | 1988年2月  | ISBN 4-08-852392-X | 1993年1月15日 | ISBN 957-13-0571-5 |
| 13   |        | 1988年4月  | ISBN 4-08-852393-8 | 1993年1月15日 | ISBN 957-13-0572-3 |
| 14   |        | 1988年6月  | ISBN 4-08-852394-6 | 1993年1月15日 | ISBN 957-13-0573-1 |
| 15   |        | 1988年8月  | ISBN 4-08-852395-4 | 1993年1月15日 | ISBN 957-13-0574-X |
| 16   |        | 1988年10月 | ISBN 4-08-852396-2 | 1993年2月8日  | ISBN 957-13-0575-8 |
| 17   |        | 1988年12月 | ISBN 4-08-852397-0 | 1993年2月8日  | ISBN 957-13-0576-6 |
| 18   |        | 1989年2月  | ISBN 4-08-852398-9 | 1993年2月8日  | ISBN 957-13-0577-4 |
| 19   |        | 1989年4月  | ISBN 4-08-852399-7 | 1993年2月18日 | ISBN 957-13-0578-2 |
| 20   |        | 1989年6月  | ISBN 4-08-852400-4 | 1993年2月19日 | ISBN 957-13-0579-0 |
| 21   |        | 1989年8月  | ISBN 4-08-852612-0 | 1993年2月28日 | ISBN 957-13-0580-4 |
| 22   |        | 1989年10月 | ISBN 4-08-852613-9 | 1993年3月8日  | ISBN 957-13-0581-2 |
| 23   |        | 1989年12月 | ISBN 4-08-852614-7 | 1993年3月8日  | ISBN 957-13-0582-0 |
| 24   |        | 1990年2月  | ISBN 4-08-852615-5 | 1993年3月18日 | ISBN 957-13-0583-9 |
| 25   |        | 1990年4月  | ISBN 4-08-852616-3 | 1993年3月18日 | ISBN 957-13-0584-7 |
| 26   |        | 1990年6月  | ISBN 4-08-852617-1 | 1993年3月28日 | ISBN 957-13-0585-5 |
| 27   |        | 1990年8月  | ISBN 4-08-852618-X | 1993年3月28日 | ISBN 957-13-0586-3 |
| 28   |        | 1990年10月 | ISBN 4-08-852619-8 | 1993年4月8日  | ISBN 957-13-0587-1 |
| 29   |        | 1990年12月 | ISBN 4-08-852620-1 | 1993年4月8日  | ISBN 957-13-0588-X |
| 30   |        | 1991年2月  | ISBN 4-08-852191-9 | 1993年4月18日 | ISBN 957-13-0589-8 |
| 31   |        | 1991年5月  | ISBN 4-08-852192-7 | 1993年4月18日 | ISBN 957-13-0590-1 |
| 32   |        | 1991年8月  | ISBN 4-08-852193-5 | 1993年4月28日 | ISBN 957-13-0591-X |
| 33   |        | 1991年12月 | ISBN 4-08-852194-3 | 1993年4月28日 | ISBN 957-13-0592-8 |
| 34   |        | 1992年2月  | ISBN 4-08-852195-1 | 1993年5月8日  | ISBN 957-13-0593-6 |
| 35   |        | 1992年4月  | ISBN 4-08-852196-X | 1993年5月8日  | ISBN 957-13-0594-4 |

文庫版
| 冊數 | 集英社文庫 | 集英社文庫         |
| 冊數 | 發售日期   | ISBN               |
| ---- | ---------- | ------------------ |
| 1    | 1996年6月  | ISBN 4-08-617161-9 |
| 2    | 1996年6月  | ISBN 4-08-617162-7 |
| 3    | 1996年8月  | ISBN 4-08-617163-5 |
| 4    | 1996年8月  | ISBN 4-08-617164-3 |
| 5    | 1996年10月 | ISBN 4-08-617165-1 |
| 6    | 1996年10月 | ISBN 4-08-617166-X |
| 7    | 1996年12月 | ISBN 4-08-617167-8 |
| 8    | 1996年12月 | ISBN 4-08-617168-6 |
| 9    | 1997年2月  | ISBN 4-08-617169-4 |
| 10   | 1997年2月  | ISBN 4-08-617170-8 |
| 11   | 1997年4月  | ISBN 4-08-617171-6 |
| 12   | 1997年4月  | ISBN 4-08-617172-4 |
| 13   | 1997年6月  | ISBN 4-08-617173-2 |
| 14   | 1997年6月  | ISBN 4-08-617174-0 |
| 15   | 1997年8月  | ISBN 4-08-617175-9 |
| 16   | 1997年8月  | ISBN 4-08-617176-7 |
| 17   | 1997年10月 | ISBN 4-08-617177-5 |
| 18   | 1997年10月 | ISBN 4-08-617178-3 |

小說〈JUMP j BOOKS〉
| 書名                  | 著者     | 集英社         | 集英社             |
| 書名                  | 著者     | 發售日期       | ISBN               |
| --------------------- | -------- | -------------- | ------------------ |
| CITY HUNTER           | 外池省二 | 1993年4月26日  | ISBN 4-08-703005-9 |
| CITY HUNTER 2         | 稲葉稔   | 1997年4月24日  | ISBN 4-08-703058-X |
| CITY HUNTER SPECIAL   | 天羽沙夜 | 1995年12月15日 | ISBN 4-08-703042-3 |
| CITY HUNTER SPECIAL 2 | 岸間信明 | 1999年4月2日   | ISBN 4-08-703082-2 |

導讀手冊
- シティーハンターパーフェクトガイドブック：2000年1月發售、ISBN 4-08-782038-6

### 德間書店版
完全版《CITY HUNTER COMPLETE EDITION》
| 冊數 | 德間書店       | 德間書店           | 尖端出版       | 尖端出版           | 玉皇朝     | 玉皇朝                 |
| 冊數 | 發售日期       | ISBN               | 發售日期       | ISBN               | 發售日期   | ISBN                   |
| ---- | -------------- | ------------------ | -------------- | ------------------ | ---------- | ---------------------- |
| 1    | 2003年12月15日 | ISBN 4-19-780213-7 | 2020年4月20日  | ISBN 9789571088150 | 2013年7月  | ISBN 978-988-8251-10-0 |
| 2    | 2003年12月15日 | ISBN 4-19-780214-5 | 2020年4月20日  | ISBN 9789571088167 | 2013年7月  | ISBN 978-988-8251-11-7 |
| 3    | 2004年1月15日  | ISBN 4-19-780219-6 | 2020年4月20日  | ISBN 9789571088174 | 2013年9月  | ISBN 978-988-8251-38-4 |
| 4    | 2004年1月15日  | ISBN 4-19-780220-X | 2020年4月20日  | ISBN 9789571088181 | 2013年9月  | ISBN 978-988-8251-39-1 |
| 5    | 2004年2月14日  | ISBN 4-19-780224-2 | 2020年4月20日  | ISBN 9789571088198 | 2013年9月  | ISBN 978-988-8251-42-1 |
| 6    | 2004年2月14日  | ISBN 4-19-780225-0 | 2020年4月20日  | ISBN 9789571088204 | 2013年9月  | ISBN 978-988-8251-43-8 |
| 7    | 2004年3月15日  | ISBN 4-19-780230-7 | 2020年4月20日  | ISBN 9789571088211 | 2013年10月 | ISBN 978-988-8251-57-5 |
| 8    | 2004年3月15日  | ISBN 4-19-780231-5 | 2020年4月20日  | ISBN 9789571088228 | 2013年10月 | ISBN 978-988-8251-58-2 |
| 9    | 2004年4月15日  | ISBN 4-19-780236-6 | 2020年11月20日 | ISBN 9789571091495 | 2013年11月 | ISBN 978-988-8251-72-8 |
| 10   | 2004年4月15日  | ISBN 4-19-780237-4 | 2020年11月20日 | ISBN 9789571091501 | 2013年11月 | ISBN 978-988-8251-73-5 |
| 11   | 2004年5月15日  | ISBN 4-19-780242-0 | 2020年11月20日 | ISBN 9789571091518 | 2013年12月 | ISBN 978-988-8251-81-0 |
| 12   | 2004年5月15日  | ISBN 4-19-780243-9 | 2020年11月20日 | ISBN 9789571091525 | 2013年12月 | ISBN 978-988-8251-82-7 |
| 13   | 2004年6月15日  | ISBN 4-19-780247-1 | 2020年11月20日 | ISBN 9789571091532 | 2014年1月  | ISBN 978-988-8252-03-9 |
| 14   | 2004年6月15日  | ISBN 4-19-780248-X | 2020年11月20日 | ISBN 9789571091549 | 2014年1月  | ISBN 978-988-8252-04-8 |
| 15   | 2004年7月15日  | ISBN 4-19-780252-8 | 2020年11月20日 | ISBN 9789571091556 | 2014年2月  | ISBN 978-988-8252-16-9 |
| 16   | 2004年7月15日  | ISBN 4-19-780253-6 | 2020年11月20日 | ISBN 9789571091563 | 2014年2月  | ISBN 978-988-8252-17-6 |
| 17   | 2004年8月16日  | ISBN 4-19-780257-9 | 2021年6月18日  | ISBN 9789571099811 | 2014年3月  | ISBN 978-988-8252-26-8 |
| 18   | 2004年8月16日  | ISBN 4-19-780258-7 | 2021年6月18日  | ISBN 9789571099828 | 2014年3月  | ISBN 978-988-8252-27-5 |
| 19   | 2004年9月15日  | ISBN 4-19-780262-5 | 2021年6月18日  | ISBN 9789571099835 | 2014年4月  | ISBN 978-988-13278-0-2 |
| 20   | 2004年10月15日 | ISBN 4-19-780268-4 | 2021年6月18日  | ISBN 9789571099842 | 2014年5月  | ISBN 978-988-13278-1-9 |
| 21   | 2004年10月15日 | ISBN 4-19-780269-2 | 2021年6月18日  | ISBN 9789571099859 | 2014年6月  | ISBN 978-988-8302-00-0 |
| 22   | 2004年11月15日 | ISBN 4-19-780273-0 | 2021年6月18日  | ISBN 9789571099866 | 2014年6月  | ISBN 978-988-8302-01-7 |
| 23   | 2004年11月15日 | ISBN 4-19-780274-9 | 2021年6月18日  | ISBN 9789571099873 | 2014年7月  | ISBN 978-988-8302-09-3 |
| 24   | 2004年12月15日 | ISBN 4-19-780278-1 | 2021年6月18日  | ISBN 9789571099880 | 2014年7月  | ISBN 978-988-8302-10-9 |
| 25   | 2004年12月15日 | ISBN 4-19-780279-X | 2022年5月11日  | ISBN 9786263166998 | 2014年7月  | ISBN 978-988-8302-18-5 |
| 26   | 2005年1月15日  | ISBN 4-19-780283-8 | 2022年5月11日  | ISBN 9786263167001 | 2014年8月  | ISBN 978-988-8302-19-2 |
| 27   | 2005年1月15日  | ISBN 4-19-780284-6 | 2022年5月11日  | ISBN 9786263167018 | 2014年8月  | ISBN 978-988-8302-35-2 |
| 28   | 2005年2月15日  | ISBN 4-19-780287-0 | 2022年5月11日  | ISBN 9786263167025 | 2014年8月  | ISBN 978-988-8302-36-9 |
| 29   | 2005年2月15日  | ISBN 4-19-780288-9 | 2022年5月11日  | ISBN 9786263167032 | 2014年9月  | ISBN 978-988-8302-46-8 |
| 30   | 2005年3月15日  | ISBN 4-19-780293-5 | 2022年5月11日  | ISBN 9786263167049 | 2014年9月  | ISBN 978-988-8302-47-5 |
| 31   | 2005年3月15日  | ISBN 4-19-780294-3 | 2022年5月11日  | ISBN 9786263167056 | 2014年10月 | ISBN 978-988-8302-54-3 |
| 32   | 2005年4月15日  | ISBN 4-19-780298-6 | 2022年5月11日  | ISBN 9786263167063 | 2014年10月 | ISBN 978-988-8302-55-0 |

完全版畫集
| 冊數 | 德間書店      | 德間書店           | 玉皇朝    | 玉皇朝                 |
| 冊數 | 發售日期      | ISBN               | 發售日期  | ISBN                   |
| ---- | ------------- | ------------------ | --------- | ---------------------- |
| X    | 2004年9月15日 | ISBN 4-19-780263-3 | 2019年5月 | ISBN 978-988-8584-23-9 |
| Y    | 2005年5月15日 | ISBN 4-19-780302-8 | 2019年5月 | ISBN 978-988-8584-26-0 |
| Z    | 2005年6月15日 | ISBN 4-19-780306-0 | 2019年5月 | ISBN 978-988-8584-33-8 |

CITY HUNTER XYZ Edition
| 冊數 | 德間書店       | 德間書店               |
| 冊數 | 發售日期       | ISBN                   |
| ---- | -------------- | ---------------------- |
| 1    | 2015年7月18日  | ISBN 978-4-19-980281-9 |
| 2    | 2015年7月18日  | ISBN 978-4-19-980282-7 |
| 3    | 2015年8月20日  | ISBN 978-4-19-980291-6 |
| 4    | 2015年8月20日  | ISBN 978-4-19-980292-4 |
| 5    | 2015年9月19日  | ISBN 978-4-19-980297-5 |
| 6    | 2015年9月19日  | ISBN 978-4-19-980298-3 |
| 7    | 2015年10月20日 | ISBN 978-4-19-980307-6 |
| 8    | 2015年10月20日 | ISBN 978-4-19-980308-4 |
| 9    | 2015年11月20日 | ISBN 978-4-19-980315-7 |
| 10   | 2015年11月20日 | ISBN 978-4-19-980316-5 |
| 11   | 2015年12月19日 | ISBN 978-4-19-980322-X |
| 12   | 2015年12月19日 | ISBN 978-4-19-980323-8 |

### 相關書籍
短篇集
- 〈Jump Comics〉
  - 1988年11月15日發售、ISBN 4-08-871268-4
- 〈集英社文庫〉
  - 2000年1月18日發售、ISBN 4-08-617304-2

30週年紀念本
- 德間書店〈Romance Album〉2015年7月25日發售、ISBN 978-4-19-720429-9

雜誌書
Pia〈Pia MOOK〉2018年3月26日發售、ISBN 978-4-83-563422-5

### 衍生作品
（從今天起 城市獵人）
由錦ソクラ作畫，於徳間書店漫畫月刊《Zenon Comics》（コミックゼノン）2017年9月號開始連載。
| 冊數 | 德間書店       | 德間書店               | 玉皇朝         | 玉皇朝                 | 尖端出版       | 尖端出版               |
| 冊數 | 發售日期       | ISBN                   | 發售日期       | ISBN                   | 發售日期       | ISBN                   |
| ---- | -------------- | ---------------------- | -------------- | ---------------------- | -------------- | ---------------------- |
| 1    | 2018年4月20日  | ISBN 978-4-19-980488-5 | 2020年5月23日  | ISBN 978-988-8671-37-3 | 2023年12月20日 | ISBN 978-626-3389-99-1 |
| 2    | 2018年7月20日  | ISBN 978-4-19-980503-5 | 2020年6月18日  | ISBN 978-988-8671-38-0 | 2023年12月20日 | ISBN 978-626-3560-00-0 |
| 3    | 2019年1月19日  | ISBN 978-4-19-980543-1 | 2020年8月4日   | ISBN 978-988-8671-50-2 | 2024年3月20日  | ISBN 978-626-3776-50-0 |
| 4    | 2019年6月20日  | ISBN 978-4-19-980574-5 | 2020年8月14日  | ISBN 978-988-8671-51-9 | 2024年5月10日  | ISBN 978-626-3778-12-2 |
| 5    | 2019年11月20日 | ISBN 978-4-19-980604-9 | 2020年9月26日  | ISBN 978-988-8671-63-2 | 2024年9月20日  | ISBN 978-626-4030-94-6 |
| 6    | 2020年4月20日  | ISBN 978-4-86-720113-8 | 2020年11月30日 | ISBN 978-988-8671-72-4 | 2025年1月17日  | ISBN 978-626-4034-17-3 |
| 7    | 2020年8月20日  | ISBN 978-4-86-720162-6 | 2020年12月12日 | ISBN 978-988-8671-81-6 | 2025年3月13日  | ISBN 978-626-4036-07-8 |
| 8    | 2021年2月20日  | ISBN 978-4-86-720193-0 | 2021年5月8日   | ISBN 978-988-8742-44-8 |                |                        |
| 9    | 2021年8月20日  | ISBN 978-4-86-720250-0 | 2021年11月19日 | ISBN 978-988-8783-06-9 |                |                        |
| 10   | 2022年2月19日  | ISBN 978-4-86-720302-6 | 2022年8月12日  | ISBN 978-988-8821-04-4 |                |                        |
| 11   | 2022年8月20日  | ISBN 978-4-86-720403-0 | 2023年1月11日  | ISBN 978-988-8821-62-4 |                |                        |
| 12   | 2023年2月20日  | ISBN 978-4-86-720468-9 | 2023年8月5日   | ISBN 978-988-8841-11-0 |                |                        |
| 13   | 2023年8月19日  | ISBN 978-4-86-720536-5 | 2023年12月20日 | ISBN 978-988-8873-34-0 |                |                        |
| 14   | 2024年2月20日  | ISBN 978-4-86-720622-5 | 2024年6月8日   | ISBN 978-988-8886-21-0 |                |                        |
| 15   | 2024年8月20日  | ISBN 978-4-86-720679-9 | 2025年2月13日  | ISBN 978-988-8906-67-7 |                |                        |
| 16   | 2025年2月20日  | ISBN 978-4-86-720740-6 | 2025年6月18日  | ISBN 978-988-8906-04-6 |                |                        |
| 17   | 2025年8月20日  | ISBN 978-4-86-720794-9 |                |                        |                |                        |

（CITY HUNTER外傳 海怪先生 不平穩的日常）
由えすとえむ作畫，於2018年4月29日在漫畫網站コミックタタン開始連載，全五期。
| 冊數 | 竹書房         | 竹書房                 | 玉皇朝        | 玉皇朝                 | 尖端出版      | 尖端出版               |
| 冊數 | 發售日期       | ISBN                   | 發售日期      | ISBN                   | 發售日期      | ISBN                   |
| ---- | -------------- | ---------------------- | ------------- | ---------------------- | ------------- | ---------------------- |
| 1    | 2019年1月19日  | ISBN 978-4-80-196492-1 | 2020年5月23日 | ISBN 978-988-8671-34-2 | 2021年6月25日 | ISBN 978-957-1099-79-8 |
| 2    | 2019年6月20日  | ISBN 978-4-80-196645-1 | 2020年7月18日 | ISBN 978-988-8671-48-9 | 2021年6月25日 | ISBN 978-957-1099-80-4 |
| 3    | 2020年3月18日  | ISBN 978-4-80-196896-7 | 2021年2月10日 | ISBN 978-988-8742-02-8 | 2024年4月9日  | ISBN 978-626-3777-30-9 |
| 4    | 2020年11月19日 | ISBN 978-4-80-197066-3 | 2021年11月5日 | ISBN 978-988-8742-80-6 | 2025年2月13日 | ISBN 978-626-4035-15-6 |
| 5    | 2021年10月20日 | ISBN 978-4-80-197463-0 | 2022年5月11日 | ISBN 978-988-8783-68-7 |               |                        |

## 動畫

### 電視動畫
《城市獵人》電視動畫版共有4部與3集特別篇，4部分別是《城市獵人》、《城市獵人2》、《城市獵人3》與《城市獵人'91》，皆為讀賣電視台與日昇動畫製作、日本電視系首播。中國電視公司影片組率先取得台灣播映權，中視播畢後三立衛星電視台取得台灣播映權並安排在三立都會台播出；兩台所播的版本，中視所播的版本是中視自製字幕版，其他資訊不明。三立都會台首播時的宣傳片，邀請三立都會台總監歐陽龍及其妻傅娟擔任代言人並分別cosplay獠與香。香港無綫電視於1990年10月9日至1993年9月21日連續三年於星期二晚上11:00至11:30在翡翠台播出。
城市獵人
1987年4月6日－1988年3月28日期間首播，於19:00 - 19:30播放，共51集。
城市獵人2
1988年4月2日－1989年7月1日期間首播，於18:00 - 18:30播放，共63集。
城市獵人3
1989年10月15日 - 1990年1月21日期間首播，於19:00 - 19:30播放，共13集。
城市獵人'91
1991年4月28日 - 1991年10月10日期間首播，前10集於19:00 - 19:30播放，後面3集於16:00 - 17:30播放，共13集。
| 香港 翡翠台 星期二 23:00－23:30                                    | 香港 翡翠台 星期二 23:00－23:30                           | 香港 翡翠台 星期二 23:00－23:30 |
| ------------------------------------------------------------------ | --------------------------------------------------------- | ------------------------------- |
|                                                                    | 城市獵人 （1990年10月9日－1993年9月21日）                 |                                 |
| 新增動畫時段                                                       | 龍珠二世 （1993年9月28日－1994年9月25日）                 |                                 |
| 香港 翡翠台 星期二 01:35－02:55 · 9月20日起改為星期二 01:35－03:20 |                                                           |                                 |
| —                                                                  | 城市獵人 重播，第1－51集 （1994年6月21日－1994年10月4日） | —                               |

### 製作人員
- 原作：北条司（週刊少年ジャンプ連載）
- 監督：兒玉兼嗣 (1,2,3,SP1,劇場版[8]) / 江上潔('91) / 山崎和男 (SP2) / 奥脇雅晴 (SP3)
- 企画: 諏訪道彦（讀賣電視台）
- 人物設計：神村幸子 (1,2,3,SP1,SP2,劇場版) / 神志那弘志 ('91) / 佐藤敬一 (SP2,SP3)
- 機械設計： 明貴美加 (1,2) / 小原渉平(3) / 山内則康('91) / ヲギミツム(SP1,SP2) / 宮沢努(SP3)
- 總作画監督：北原健雄 (1,2,3,'91,SP1) / 佐藤敬一 (SP2) / 佐久間信一 (SP3)
- 美術監督：宮前光春(1,2,3,SP2) / 東潤一(1,2,3,'91,SP1) / 田原優子('91) / 菅原清二(SP3)
- 色彩設計: 歌川律子 / 平岡れい子(SP1) / 村上智美(SP2)（エムアイ）/ 加瀬結起(SP3)
- 撮影監督：古林一太(1,2) / 伊藤修一(3) / 長谷川洋一('91,SP1) / 桶田一展(SP2) / 平田隆文(SP3)
- 剪輯: 三田沙弥佳(JAY FILM) / 鶴渕友彰(SP1,SP2,SP3)
- 音樂：矢野立美(1,劇場版) / 国吉良一 (1) / 大谷幸 (2,3) / 西田マサラ(SP2)
- 音響監督：浦上靖夫 / 小林克良 (3,'91)
- 録音スタジオ：APU MEGURO STUDIO
- 録音制作: AUDIO PLANNING U
- 製作人：諏訪道彦（讀賣電視台）・中谷敏夫、山下洋（日本電視台）・植田益朗→指田英司→赤崎義人（日昇動畫）
- 製作：讀賣電視台・SUNRISE / 日本電視台 (SP3)

### 主題歌曲
城市獵人
| 類別   | 歌曲                               | 作詞           | 作曲       | 編曲     | 歌             | 話數      |
| ------ | ---------------------------------- | -------------- | ---------- | -------- | -------------- | --------- |
| 片頭曲 | 《City Hunter ～愛よ消えないで～》 | 麻生圭子       | 大內義昭   | 戶塚修   | 小比類卷香穗留 | 第1～26集 |
|        | 《Go Go Heaven》                   | 銀色夏生       | 大沢譽志幸 | 安部隆雄 | 大沢譽志幸     | 第26集～  |
| 插入曲 | 《Mr.Private Eye》                 | Linda Hennrick | 國吉良一   | 國吉良一 | 大滝裕子       | 第1～26集 |
| 片尾曲 | 《Get Wild》                       | 小室光子       | 小室哲哉   | 小室哲哉 | TM NETWORK     |           |

城市獵人 2 （無線電視版本由第52集開始～114集）
| 類別   | 歌曲                                | 作詞             | 作曲                | 編曲             | 歌               | 話數      |
| ------ | ----------------------------------- | ---------------- | ------------------- | ---------------- | ---------------- | --------- |
| 片頭曲 | 《Angel Night ～天使のいる場所～》  | 松尾由紀夫       | 松浦雅也            | 松浦雅也         | PSY·S            | 第1～26集 |
|        | 《Sara》                            | FENCE OF DEFENSE | 西村麻聰            | FENCE OF DEFENSE | FENCE OF DEFENSE | 第27集～  |
| 片尾曲 | 《Super Girl》                      | 岡村靖幸         | 岡村靖幸            | 清水信之         | 岡村靖幸         | 第1～37集 |
|        | 《Still Love Her ～失われた風景～》 | 小室哲哉         | 小室哲哉 , 木根尚登 |                  | TM NETWORK       | 第38集～  |

城市獵人 3 （無線電視版本由第115集開始～127集）
| 類別   | 歌曲                   | 作詞       | 作曲     | 編曲     | 歌       |
| ------ | ---------------------- | ---------- | -------- | -------- | -------- |
| 片頭曲 | 《Running to Horizon》 | 小室光子   | 小室哲哉 | 小室哲哉 | 小室哲哉 |
| 片尾曲 | 《熱くなれたら》       | 竹花いち子 | 千沢仁   | 國吉良一 | 鈴木聖美 |

城市獵人 91
| 類別         | 歌曲              | 作詞     | 作曲      | 編曲           | 歌     |
| ------------ | ----------------- | -------- | --------- | -------------- | ------ |
| 片頭曲       | 《DOWNTOWN GAME》 | 松井五郎 | 崩場将夫  | 清水信之       | GWINKO |
| 片尾曲       | 《Smile & Smile》 | REDS     | 龍卷のPIE | AURA・佐藤宣彦 | AURA   |
| 香港版片頭曲 | 《城市獵人》      | 小美     | 杜自持    | 杜自持         | 劉德華 |

### 各話列表（電視動畫）
☆記號為動畫原創作品。

#### 城市獵人
第15話為止是漫畫改編內容，第16話之後大多為動畫原創，全51話中動畫原創共有27話。而原作的進度是從第1冊～第15冊中盤為止（動畫第2話改編自漫畫短篇《城市獵人XYZ》）。
| 話數 | 首播日期      | 日文標題 | 中文標題(木棉花字幕標題/國語配音版標題)                         | 香港TVB標題      | 劇本、構成 | 分鏡       | 演出            | 作畫監督            |
| ---- | ------------- | -------- | --------------------------------------------------------------- | ---------------- | ---------- | ---------- | --------------- | ------------------- |
| 1    | 1987年 4月6日 |          | 瀟灑的職業殺手 XYZ是危險的雞尾酒 風流的清道夫 XYZ是危險的雞尾酒 | 變態狂魔         | 星山博之   | 兒玉兼嗣   | 兒玉兼嗣 江上潔 | 北原健雄            |
| 2    | 4月13日       |          | 殺了我吧!美女不適合用槍瞄準 殺了我吧 槍口不是拿來瞄準美女的     | 殺我啦!!         | 平野靖士   | 網野哲郎   | 網野哲郎        | 鈴木四郎            |
| 3    | 4月20日       |          | 愛不要消失！往明日的倒數計時 愛別離開我 明天的倒數計時          | 拳壇風雲         | 平野靖士   | 瀧澤敏文   | 今西隆志        | 北原健雄            |
| 4    | 4月27日       |          | 美女失蹤!服飾店是黑暗的邀約 美女蒸發 精品店是掉進深淵的誘餌     | 美女失踪         | 武上純希   | 港野洋介   | 港野洋介        | 谷口守泰            |
| 5    | 5月4日        |          | 再會了槇村 雨夜中的淚眼派對 永別了,槇村 雨夜中的淚水生日派對    | 雨夜殺手         | 井上敏樹   | 永恒雄     | 永恒雄          | 小林由香里          |
| 6    | 5月11日       |          | 不談戀愛的女明星 朝向希望的最後一槍                             | 不戀愛的女星     | 武上純希   | 兒玉兼嗣   | 江上潔          | 神志那弘志          |
| 7    | 5月18日       |          | 撼動心靈的槍聲 悲傷的孤獨女孩                                   | 重獲新生的槍殺   | 星山博之   | 網野哲郎   | 網野哲郎        | 豬股睦美            |
| 8    | 5月25日       |          | 對美女百發百中？！別對女警出手                                  | 難過美人關       | 吉川司     | 港野洋介   | 加瀨充子        | 北原健雄            |
| 9    | 6月1日        |          | 賭博皇后 華麗的戀愛賭局                                         | 賭場聖女         | 井上敏樹   | 瀧澤敏文   | 今西隆志        | 谷口守泰            |
| 10   | 6月8日        |          | 危險的家庭教師，給女高中生愛的料理                              | 黑幫快婿         | 日暮裕一   | 兒玉兼嗣   | 山口美浩        | 北原健雄            |
| 11   | 6月15日       |          | 韻律美女，最愛鬱金香                                            | 黑色鬱金香       | 大川俊道   | 永恒雄     | 棚橋一德        | 小林由香里 清水惠藏 |
| 12   | 6月22日       |          | 最有價值的小孩！來自危險國度的性感美女                          | 大逃亡           | 吉川司     | 加瀨充子   | 加瀨充子        | 豬股睦美            |
| 13   | 6月29日       |          | 我的敵人是美女？史上最大的美女地獄                              | 美女地獄         | 吉川司     | 今西隆志   | 今西隆志        | 谷口守泰            |
| 14   | 7月6日        |          | 16歲結婚宣言！偶像的熱吻                                        | 結婚宣言         | 平野靖士   | 山崎和男   | 江上潔          | 神志那弘志          |
| 15   | 7月13日       |          | 獠是女子大學講師？保護美麗的大小姐                              | 白馬王子         | 外池省二   | 網野哲郎   | 山口美浩        | 北原健雄            |
| 16   | 7月20日       |          | 野丫頭空中小姐，獠的教官故事                                    | 走私集團         | 星山博之   | 港野洋介   | 加瀨充子        | 豬股睦美            |
| 17   | 7月27日       |          | 夏天的美女設計師 獠的心全是高衩                                 | 泳衣大盜         | 日暮裕一   | 兒玉兼嗣   | 江上潔          | 北原健雄            |
| 18   | 8月3日        |          | 夏夜的神諭？！祈禱師的戀愛啟蒙                                  | 神的使者         | 武上純希   | 山崎和男   | 今西隆志        | 神志那弘志          |
| 19   | 8月10日       |          | 回憶的浪潮 充滿危險的試鏡會                                     | 試鏡風雲         | 遠藤明範   | 港野洋介   | 山口美浩        | 豬股睦美            |
| 20   | 8月17日       |          | 山裡來的公主 獠最長的一日                                       | 公主出城         | 吉川惣司   | 兒玉兼嗣   | 加瀬充子        | 谷口守泰            |
| 21   | 8月24日       |          | 看不見的狙擊者 獠和冴子的危險遊戲                               | 賭命             | 星山博之   | 網野哲郎   | 江上潔          | 鈴木四郎            |
| 22   | 8月31日       |          | 愛的邱比特，向鑽石乾杯                                          | 難得有得人       | 井上敏樹   | 兒玉兼嗣   | 今西隆志        | 北原健雄            |
| 23   | 9月7日        |          | 毒蜂嗡嗡！！從天而降的新娘                                      | 天降新娘         | 遠藤明範   | 港野洋介   | 山口美浩        | 豬股睦美            |
| 24   | 9月14日       |          | 薔薇色的住院生活 被狙擊的白衣天使                               | 論盡白衣天使     | 外池省二   | 加瀨充子   | 加瀨充子        | 神志那弘志          |
| 25   | 9月21日       |          | 愛的國際交流？！情敵是金髮美人                                  | 地獄天使         | 武上純希   | 江上潔     | 江上潔          | 北原健雄            |
| 26   | 9月28日       |          | 愛是什麼呢？獠的正確的戀愛講座                                  | 愛情專家         | 港野洋介   | 港野洋介   | 藤本義孝        | 谷口守泰            |
| 27   | 10月5日       |          | 獠與海怪的純情長腿叔叔傳說 (前編)                               | 海怪的溫柔(上集) | 兒玉兼嗣   | 兒玉兼嗣   | 今西隆志        | 北原健雄            |
| 28   | 10月12日      |          | 獠與海怪的純情長腿叔叔傳說 (後編)                               | 海怪的溫柔(下集) | 兒玉兼嗣   | 兒玉兼嗣   | 山口美浩        | 北原健雄            |
| 29   | 10月19日      |          | 委託費500元！？童話美女是獠喜歡的類型                           | 五百日圓的交易   | 星山博之   | 加瀨充子   | 加瀨充子        | 豬股睦美            |
| 30   | 10月26日      |          | 情敵出現！？我要娶阿香小姐                                      | 孟波的情敵       | 遠藤明範   | 山崎和男   | 江上潔          | 神志那弘志          |
| 31   | 11月2日       |          | 積極的愛 奔馳的少女心                                           | 贏得少女心       | 井上敏樹   | 兒玉兼嗣   | 藤本義孝        | 北原健雄            |
| 32   | 11月9日       |          | 獠，不要死 硬漢的麥格農                                         | 生死決戰         | 遠藤明範   | 網野哲郎   | 今西隆志        | 谷口守泰            |
| 33   | 11月16日      |          | 加油海怪 硬派的初戀協奏曲                                       | 海怪的初戀       | 星山博之   | 港野洋介   | 加瀨充子        | 豬股睦美            |
| 34   | 11月23日      |          | 衝擊！！獠的父親宣言 不要吵醒熟睡的孩子                         | 臨時爸爸孟波     | 外池省二   | 神崎貢一   | 藤本義孝        | 神村幸子            |
| 35   | 11月30日      |          | 突擊美人播報員 獠的極密性感採訪                                 | 突擊採訪         | 遠藤明範   | 武藤裕治   | 武藤裕治        | 遠藤晴              |
| 36   | 12月7日       |          | 女大學生愛的堅持 有人盯上我了                                   | 自殺疑雲         | 平野靖士   | 港野洋介   | 今西隆志        | 北原健雄            |
| 37   | 12月14日      |          | 新宿仁義一直線 古裝美女的拜師志願-前篇                          | 美人徒弟(上集)   | 武上純希   | 兒玉兼嗣   | 江上潔          | 神志那弘志          |
| 38   | 12月21日      |          | 新宿仁義一直線 古裝美女的拜師志願-後篇                          | 美人徒弟(下集)   | 武上純希   | 加瀨充子   | 加瀨充子        | 谷口守泰            |
| 39   | 1988年 1月4日 |          | 短路的竹取公主 獠也棘手的記憶喪失                               | 失憶公主         | 遠藤明範   | 港野洋介   | 山口美浩        | 北原健雄            |
| 40   | 1月11日       |          | 性感的搭檔 洗完澡後的委託費                                     | 鑽石美人兒       | 日暮裕一   | 兒玉兼嗣   | 藤本義孝        | 神村幸子            |
| 41   | 1月18日       |          | 冴子的妹妹是女偵探 熱血女孩的大膽秘密-前篇                      | 妙女神探(上集)   | 遠藤明範   | 兒玉兼嗣   | 今西隆志        | 豬股睦美            |
| 42   | 1月25日       |          | 冴子的妹妹是女偵探 熱血女孩的大膽秘密-後篇                      | 妙女神探(下集)   | 遠藤明範   | 江上潔     | 江上潔          | 谷口守泰            |
| 43   | 2月1日        |          | 少女的愛心餅乾紀念日 胸口的痣與初戀之詩                         | 少女情懷         | 井上敏樹   | 加瀨充子   | 加瀨充子        | 神志那弘志          |
| 44   | 2月8日        |          | 訪問100個小孩的結論！？獠是我們的英雄                           | 小孩偶像－－孟波 | 田秀美     | 兒玉兼嗣   | 藤本義孝        | 北原健雄            |
| 45   | 2月15日       |          | 三姊妹的邀約 獠的滑雪天國                                       | 雪地姊妹花       | 星山博之   | 港野洋介   | 山口美浩        | 神村幸子            |
| 46   | 2月22日       |          | 驚險的行竊 一切都是為了將來                                     | 提防小手         | 遠藤明範   | 小華和為雄 | 武藤裕治        | 新井豐              |
| 47   | 2月29日       |          | 性感是特效藥！？美女球員與愛的球跡                              | 桌球英雌         |            | 兒玉兼嗣   | 今西隆志        | 北原健雄            |
| 48   | 3月7日        |          | 春天來臨，戀愛的寡婦 來，脫下妳的喪服吧...                      | 寡婦的心         | 遠藤明範   | 山崎和男   | 江上潔          | 谷口守泰            |
| 49   | 3月14日       |          | 迷途修女 好色之徒的愛的指引！？                                 | 修女的煩惱       | 外池省二   | 加瀨充子   | 加瀨充子        | 神村幸子            |
| 50   | 3月21日       |          | 史上最強敵手 獠與香的最終合作-前編                              | 強敵當前(上集)   | 遠藤明範   | 港野洋介   | 藤本義孝        | 神志那弘志          |
| 51   | 3月28日       |          | 史上最強敵手 獠與香的最終合作-後編                              | 強敵當前(下集)   | 遠藤明範   | 兒玉兼嗣   | 山口美浩        | 磯野智              |

1987年12月28日因播出年終特別節目而暫停一週。

#### 城市獵人2
全63話中動畫原創共有34話。與前季不一樣的是，漫畫改編的故事都用分成前篇、後篇形式（只有最終話使用前、中、後篇共3話形式完結）。
而原作的進度是從第12冊中盤～第23冊中盤為止。
| 話數 | 首播日期       | 日文標題 | 中文標題                                     | 香港TVB標題          | 劇本、構成        | 分鏡     | 演出       | 作畫監督   |
| ---- | -------------- | -------- | -------------------------------------------- | -------------------- | ----------------- | -------- | ---------- | ---------- |
| 1    | 1988年 4月8日  |          | 獠是未婚夫？占卜出來的邂逅戀情-前編          | 孟波的新娘(上集)     | 港野洋介          | 港野洋介 | 今西隆志   | 北原健雄   |
| 2    | 4月15日        |          | 獠是未婚夫？占卜出來的邂逅戀情-後編          | 孟波的新娘(下集)     | 港野洋介          | 港野洋介 | 江上潔     | 豬股睦美   |
| 3    | 4月22日        |          | 阿香被盯上了 愛的言語是再見-前編             | 惠香作賭注(上集)     | 兒玉兼嗣          | 兒玉兼嗣 | 藤本義孝   | 北原健雄   |
| 4    | 4月29日        |          | 阿香被盯上了 愛的言語是再見-後編             | 惠香作賭注(下集)     | 兒玉兼嗣          | 兒玉兼嗣 | 山口美浩   | 谷口守泰   |
| 5    | 5月6日         |          | 好色的偵探！？ 美女作家的推理遊戲            | 美女作家             | 田秀美            | 加瀨充子 | 加瀨充子   | 神志那弘志 |
| 6    | 5月13日        |          | 獠是裸體模特兒！？ 偷竊名畫的美人畫家        | 真假難分             | 田秀美            | 兒玉兼嗣 | 藤本義孝   | 豬股睦美   |
| 7    | 5月20日        |          | 南方島嶼來的委託 椰子姑娘與愛的樂園          | 回歸自然             | 遠藤明範          | 港野洋介 | 今西隆志   | 磯野智     |
| 8    | 5月27日        |          | 回過神發現是危險的刑警 這裡是東京啊，老爸！  | 冒牌快婿             | 遠藤明範          | 江上潔   | 江上潔     | 北原健雄   |
| 9    | 6月3日         |          | 超速的戀情 與美女交警的手銬交流              | 鐵騎英雌             | 星山博之          | 加瀨充子 | 加瀨充子   | 磯野智     |
| 10   | 6月10日        |          | 嚴禁風流！？公主的高貴靈氣-前篇              | 公主的魅力(上集)     | 兒玉兼嗣          | 兒玉兼嗣 | 山口美浩   | 谷口守泰   |
| 11   | 6月17日        |          | 嚴禁風流！？公主的高貴靈氣-後篇              | 公主的魅力(下集)     | 兒玉兼嗣          | 兒玉兼嗣 | 藤本義孝   | 北原健雄   |
| 12   | 6月24日        |          | 場外是血腥的搏鬥 戀愛的眼鏡蛇固定            | 摔角台下的黑暗       | 平野靖士          | 今西隆志 | 今西隆志   | 神志那弘志 |
| 13   | 7月1日         |          | 最新走私工作！！美人牙醫師的愛情治療         | 保護靚女牙醫         | 大野木寬          | 江上潔   | 江上潔     | 磯野智     |
| 14   | 7月8日         |          | 愛能超越金錢？風流男對勤儉女                 | 愛情價更高           | 井上敏樹          | 加瀨充子 | 加瀨充子   | 北原健雄   |
| 15   | 7月15日        |          | 不要死！海怪！愛與復仇的麥格農-前篇          | 海怪有難(上集)       | 遠藤明範          | 兒玉兼嗣 | 藤本義孝   | 本橋秀之   |
| 16   | 7月22日        |          | 不要死！海怪！愛與復仇的麥格農-後篇          | 海怪有難(下集)       | 遠藤明範          | 兒玉兼嗣 | 山口美浩   | 高岡希一   |
| 17   | 7月29日        |          | 立志成為大和撫子！？風流無國界-前篇          | 政變美人(上集)       | 日暮裕一          | 今西隆志 | 山口美浩   | 磯野智     |
| 18   | 7月29日        |          | 立志成為大和撫子！？風流無國界-後篇          | 政變美人(下集)       | 日暮裕一          | 江上潔   | 江上潔     | 北原健雄   |
| 19   | 8月12日        |          | 阿香大活躍！！用值得回憶的紀念酒乾杯         | 惠香大發雌威         |                   | 兒玉兼嗣 | 藤本義孝   | 本橋秀之   |
| 20   | 8月19日        |          | 阿香喪失記憶！！再見了，可愛的夥伴           | 失憶的愛情           | 田秀美            | 加瀨充子 | 加瀨充子   | 神志那弘志 |
| 21   | 8月19日        |          | 目標是得金牌！！射擊美人的密集訓練           | 美人的教練           | 平野靖士          | 山口美浩 | 山口美浩   | 高岡希一   |
| 22   | 9月9日         |          | 目標是獠！攝影美女最愛冒險-前篇              | 靚女記者(上集)       | 港野洋介          | 港野洋介 | 加瀨充子   | 谷口守泰   |
| 23   | 9月9日         |          | 目標是獠！攝影美女最愛冒險-後篇              | 靚女記者(下集)       | 港野洋介          | 港野洋介 | 藤本義孝   | 谷口守泰   |
| 24   | 9月16日        |          | 必殺 桃色吐息！？女忍者的大城市物語          | 現代忍者             | 井上敏樹          | 江上潔   | 江上潔     | 北原健雄   |
| 25   | 9月30日        |          | 被盯上的證人 男裝美女與危險的二人-前篇       | 俊男的保鑣(上集)     | 港野洋介          | 港野洋介 | 加瀨充子   | 本橋秀之   |
| 26   | 10月7日        |          | 被盯上的證人 男裝美女與危險的二人-後篇       | 俊男的保鑣(下集)     | 港野洋介          | 港野洋介 | 山口美浩   | 神志那弘志 |
| 27   | 10月14日       |          | 槙村送來的口信 回憶是永遠的-前篇             | 槙村的清白(上集)     | 遠藤明範 小林準治 | 兒玉兼嗣 | 藤本義孝   | 高岡希一   |
| 28   | 10月21日       |          | 槙村送來的口信 回憶是永遠的-後篇             | 槙村的清白(下集)     | 遠藤明範 小林準治 | 兒玉兼嗣 | 江上潔     | 北原健雄   |
| 29   | 10月28日       |          | 遍體鱗傷的純情 砲灰對天使的祈禱              | 少女夢               | 遠藤明範          | 加瀨充子 | 加瀨充子   | 谷口守泰   |
| 30   | 11月4日        |          | 獠你就被騙吧！冴子送給少女的禮物             | 送給少女的禮物       | 田秀美            | 港野洋介 | 山口美浩   | 高橋久美子 |
| 31   | 11月11日       |          | 再見了，朋友... 響徹心底的最後槍響-前篇      | 再見好友(上集)       | 平野靖士          | 兒玉兼嗣 | 藤本義孝   | 高岡希一   |
| 32   | 11月18日       |          | 再見了，朋友... 響徹心底的最後槍響-後篇      | 再見好友(下集)       | 平野靖士          | 兒玉兼嗣 | 西山明樹彥 | 神志那弘志 |
| 33   | 11月25日       |          | 風流的契約成立！獠與不良少女的旅途-前篇      | 以身相許的委托(上集) | 日暮裕一          | 江上潔   | 江上潔     | 北原健雄   |
| 34   | 12月2日        |          | 風流的契約成立！獠與不良少女的旅途-後篇      | 以身相許的委托(下集) | 日暮裕一          | 加瀨充子 | 加瀨充子   | 谷口守泰   |
| 35   | 12月9日        |          | 獠是指導員 究極的風流戰法                    | 自衛術教練－－孟波   | 鎌田秀美          | 港野洋介 | 藤本義孝   | 高橋久美子 |
| 36   | 12月16日       |          | 獠是美食家！製麵美人的性感宣傳               | 逃獄的宣傳           | 井上敏樹          | 山口美浩 | 山口美浩   | 高岡希一   |
| 37   | 12月23日       |          | 獠對香...讓耶誕節充滿著愛-前篇               | 孟波的聖誕禮物(上集) | 平野靖士          | 網野哲郎 | 西山明樹彥 | 北原健雄   |
| 38   | 12月28日       |          | 獠對香...讓耶誕節充滿著愛-後篇               | 孟波的聖誕禮物(下集) | 平野靖士          | 江上潔   | 江上潔     | 神志那弘志 |
| 39   | 1989年 1月20日 |          | 海兄是帥哥 美女殺手美樹的逼婚-前篇           | 海怪逼婚記(上集)     | 港野洋介          | 港野洋介 | 藤本義孝   | 本橋秀之   |
| 40   | 1月27日        |          | 海兄是帥哥 美女殺手美樹的逼婚-後篇           | 海怪逼婚記(下集)     | 港野洋介          | 港野洋介 | 加瀨充子   | 谷口守泰   |
| 41   | 2月3日         |          | 一身風流！獠的心與超能力少女-前篇            | 看透你的心(上集)     | 兒玉兼嗣          | 兒玉兼嗣 | 山口美浩   | 北原健雄   |
| 42   | 2月10日        |          | 一身風流！獠的心與超能力少女-後篇            | 看透你的心(下集)     | 兒玉兼嗣          | 兒玉兼嗣 | 江上潔     | 佐藤千春   |
| 43   | 2月17日        |          | 獠是愛情小偷！藏在魔鏡裡的愛的行蹤-前篇      | 猥瑣大盜孟波(上集)   | 港野洋介          | 港野洋介 | 藤本義孝   | 高岡希一   |
| 44   | 2月23日        |          | 獠是愛情小偷！藏在魔鏡裡的愛的行蹤-後篇      | 猥瑣大盜孟波(下集)   | 港野洋介          | 港野洋介 | 西山明樹彥 | 高橋久美子 |
| 45   | 3月3日         |          | 十九歲的寡婦 繪畫美女心中的情人-前篇         | 十九歲的寡婦(上集)   | 加瀨充子          | 加瀨充子 | 加瀨充子   | 本橋秀之   |
| 46   | 3月10日        |          | 十九歲的寡婦 繪畫美女心中的情人-後篇         | 十九歲的寡婦(下集)   | 加瀨充子          | 加瀨充子 | 藤本義孝   | 谷口守泰   |
| 47   | 3月17日        |          | 想談場夢一般的戀愛 12歲天使的作戰-前篇       | 難忘初戀十二歲(上集) | 江上潔            | 江上潔   | 江上潔     | 高岡希一   |
| 48   | 3月24日        |          | 想談場夢一般的戀愛 12歲天使的作戰-後篇       | 難忘初戀十二歲(下集) | 港野洋介          | 港野洋介 | 西山明樹彥 | 高橋久美子 |
| 49   | 3月31日        |          | 再見了，冷酷無情的城市-前篇                  | 炸彈驚魂(上集)       | 平野靖士          | 加瀨充子 | 加瀨充子   | 本橋秀之   |
| 50   | 4月7日         |          | 再見了，冷酷無情的城市-後篇                  | 炸彈驚魂(下集)       | 平野靖士          | 山崎和男 | 藤本義孝   | 谷口守泰   |
| 51   | 4月14日        |          | 水晶的預言！ 阿香的復活記憶之鎖              | 姻緣天定             | 外池省二          | 兒玉兼嗣 | 今西隆志   | 西澤晉     |
| 52   | 4月21日        |          | 第二十年的重逢冴羽 妹妹就拜託你了-前篇       | 姊妹重逢(上集)       | 江上潔            | 江上潔   | 江上潔     | 高橋久美子 |
| 53   | 4月28日        |          | 第二十年的重逢冴羽 妹妹就拜託你了-後篇       | 姊妹重逢(下集)       | 加瀨充子          | 加瀨充子 | 加瀨充子   | 高岡希一   |
| 54   | 5月5日         |          | 十七歲的求婚 疑惑的約會恐慌-前篇             | 十七歲未婚妻(上集)   | 港野洋介          | 港野洋介 | 江上潔     | 本橋秀之   |
| 55   | 5月12日        |          | 十七歲的求婚 疑惑的約會恐慌-後篇             | 十七歲未婚妻(下集)   | 港野洋介          | 港野洋介 | 永恒雄     | 小林由香里 |
| 56   | 5月19日        |          | 新宿的成功故事 鄰居是位美女舞者-前篇         | 勁舞女郎(上集)       | 兒玉兼嗣          | 兒玉兼嗣 | 江上潔     | 本橋秀之   |
| 57   | 5月26日        |          | 新宿的成功故事 鄰居是位美女舞者-後篇         | 勁舞女郎(下集)       | 兒玉兼嗣          | 兒玉兼嗣 | 永恒雄     | 小林由香里 |
| 58   | 6月2日         |          | 獠的斯巴達式教育 在後宮長大的小鬼頭王子-前篇 | 人細鬼大小國王(上集) | 平野靖士          | 加瀨充子 | 藤本義孝   | 西澤晉     |
| 59   | 6月9日         |          | 獠的斯巴達式教育 在後宮長大的小鬼頭王子-後篇 | 人細鬼大小國王(下集) | 平野靖士          | 兒玉兼嗣 | 今西隆志   | 高岡希一   |
| 60   | 6月23日        |          | 愛是一種魔法 魔術師小姐的男性恐懼症          | 對抗男性恐懼症       | 外池省二          | 江上潔   | 江上潔     | 高橋久美子 |
| 61   | 6月30日        |          | 祝你好運，我的殺手 兩人的城市街道-前篇       | 再見血色瑪莉(上集)   | 兒玉兼嗣          | 兒玉兼嗣 | 冨永恒雄   | 小林由香里 |
| 62   | 7月7日         |          | 祝你好運，我的殺手 兩人的城市街道-中篇       | 再見血色瑪莉(續集)   | 港野洋介          | 港野洋介 | 藤本義孝   | 本橋秀之   |
| 63   | 7月14日        |          | 祝你好運，我的殺手 兩人的城市街道-後篇       | 再見血色瑪莉(下集)   | 兒玉兼嗣          | 兒玉兼嗣 | 今西隆志   | 谷口守泰   |

#### 城市獵人3
全13話中漫畫改編的故事只有第4、5話，可以說這季是完全動畫原創。
而原作的進度只在第22冊為止。
| 話數 | 首播日期        | 日文標題 | 中文標題                                | 香港TVB標題        | 劇本、構成          | 分鏡     | 演出     | 作畫監督 |
| ---- | --------------- | -------- | --------------------------------------- | ------------------ | ------------------- | -------- | -------- | -------- |
| 1    | 1989年 10月15日 |          | 脫離風流宣言！XYZ將拯救世界             | 環保行動           | 外池省二            | 兒玉兼嗣 | 藤本義孝 | 北原健雄 |
| 2    | 10月22日        |          | 無敵的戀愛現行犯 美女律師追求法         | 美女律師           | 平柳益實            | 江上潔   | 江上潔   | 神村幸子 |
| 3    | 10月29日        |          | 阿香也火大！獠與令媛的代打結婚物語      | 頂替丈夫－－孟波   | 日暮裕一            | 兒玉兼嗣 | 山口美浩 | 本橋秀之 |
| 4    | 11月5日         |          | 危險的偵探遊戲！持槍的千金小姐-前篇     | 危險偵探遊戲(上集) | 港野洋介            | 港野洋介 | 藤本義孝 | 北原健雄 |
| 5    | 11月12日        |          | 危險的偵探遊戲！持槍的千金小姐-後篇     | 危險偵探遊戲(下集) | 港野洋介            | 港野洋介 | 江上潔   | 谷口守泰 |
| 6    | 11月19日        |          | 頑固的海怪！嫉妒的小貓物語              | 海怪與貓           | 平野靖士            | 兒玉兼嗣 | 山口美浩 | 神村幸子 |
| 7    | 11月26日        |          | 潛水之戀！換上泳裝後的美女              | 出水芙蓉           | 平柳益實            | 今西隆志 | 今西隆志 | 逢浩司   |
| 8    | 12月3日         |          | 阿獠是什麼身份？喜歡驚險的女大學生      | 教識徒弟冇師父     | 外池省二            | 江上潔   | 江上潔   | 高岡希一 |
| 9    | 12月10日        |          | 雨後天晴的戀愛預報 與美女播報員的愛之傘 | 天氣小姐的煩惱     | 今西隆志            | 今西隆志 | 今西隆志 | 北原健雄 |
| 10   | 12月17日        |          | 聖誕節的結婚禮服－前編                  | 聖誕婚禮(上集)     | 平野靖士 久保田圭司 | 兒玉兼嗣 | 藤本義孝 | 本橋秀之 |
| 11   | 12月24日        |          | 聖誕節的結婚禮服－後編                  | 聖誕婚禮(下集)     | 平野靖士 久保田圭司 | 兒玉兼嗣 | 山口美浩 | 神村幸子 |
| 12   | 1990年 1月14日  |          | Goodbye City 臨別的禮物－前篇           | 臨別禮物(上集)     | 日暮裕一            | 江上潔   | 江上潔   | 高岡希一 |
| 13   | 1月21日         |          | Goodbye City 臨別的禮物－後篇           | 臨別禮物(下集)     | 日暮裕一            | 兒玉兼嗣 | 今西隆志 | 谷口守泰 |

1989年12月31日、1990年1月7日因播出年終與年初特別節目而暫停二週。

#### 城市獵人'91
除了第1話～第10話是通常30分鐘形式之外，第11話～第13話是在1小時半的特別時段以連續3話方式播映。
特別版以外的10話內容改編自漫畫原作。而原作的進度是從第23冊後半部～第31冊中盤為止。
| 話數 | 首播日期       | 日文標題 | 中文標題                         | 香港TVB標題        | 劇本、構成        | 分鏡            | 演出     | 作畫監督        |
| ---- | -------------- | -------- | -------------------------------- | ------------------ | ----------------- | --------------- | -------- | --------------- |
| 1    | 1991年 4月28日 |          | 麻煩搭檔大復活！從天而降的美女   | 天降美人           | 外池省二          | 江上潔          | 江上潔   | 神志那弘志      |
| 2    | 5月5日         |          | 再見阿香！城市獵人逮捕令         | 孟波拘捕令         | 平野靖士          | 藤本義孝        | 藤本義孝 | 丹澤學 高岡希一 |
| 3    | 5月12日        |          | 招惹危險的美女！ 回憶在光的彼方  | 玩命公主           | 後藤信平 外池省二 | 山口美浩        | 山口美浩 | 山內則康        |
| 4    | 5月26日        |          | 戀愛也是A級的 美人逃跑專家駕到！ | 較腳專家           | 外池省二          | 江上潔          | 江上潔   | 神志那弘志      |
| 5    | 6月16日        |          | 恐怖！新宿怪談！ 徬徨的美女幽靈  | 豔鬼怪談(上集)     | 後藤信平 外池省二 | 山口美浩        | 山口美浩 | 山內則康        |
| 6    | 6月30日        |          | 離別的鎮魂曲 希望能再見一面      | 豔鬼怪談(下集)     | 後藤信平 外池省二 | 藤本義孝        | 藤本義孝 | 丹澤學          |
| 7    | 7月21日        |          | 伊集院隼人 極平穩的一天          | 海怪平凡到極的一日 | 稲荷昭彦          | 江上潔          | 江上潔   | 神志那弘志      |
| 8    | 7月28日        |          | 復仇的美女！為獠演奏哀傷的藍調   | 美人與復仇         | 平野靖士          | 山口美浩 江上潔 | 山口美浩 | 丹澤學          |
| 9    | 8月4日         |          | 硝煙的去處...城市獵人黎明身亡！  | 黎明決戰           | 平野靖士          | 藤本義孝        | 藤本義孝 | 北原健雄        |
| 10   | 9月22日        |          | 唯有在今晚的愛...城市灰姑娘物語  | 一夜情人           | 外池省二          | 江上潔          | 江上潔   | 神志那弘志      |
| 11   | 10月10日       |          | 傷痕累累的槍手！冴子愛過的刑警   | 冴子的最愛         | 外池省二 後藤信平 | 西森明良        | 藤本義孝 | 神志那弘志      |
| 12   | 10月10日       |          | 回憶中的首飾案！獠、壞女人和槙村 | 令孟波受傷的女人   | 外池省二          | 江上潔          | 江上潔   | 高岡希一        |
| 13   | 10月10日       |          | 安魂搖籃曲 來自遠方國家的貴公子  | 遠度而來的地獄公子 | 遠藤明範          | 山口美浩        | 山口美浩 | 山內則康        |

1991年5月19日、6月2、9、23日、7月7、14日、8月、9月1、8、15日休止。

### 各話列表（電視動畫特別篇）
| 話數 | 首播日期       | 日文標題 | 中文標題                    | 香港TVB標題 | 劇本、構成        | 故事分鏡、分鏡、總導演 | 演出              | （總）作畫監督                         |
| ---- | -------------- | -------- | --------------------------- | ----------- | ----------------- | ---------------------- | ----------------- | -------------------------------------- |
| SP1  | 1996年 1月5日  |          | 秘密任務                    | 保護密令    | 遠藤明範 兒玉兼嗣 | 兒玉兼嗣               | 兒玉兼嗣 山口裕司 | 佐藤K 佐藤千春 大河原春男 （北原健雄） |
| SP2  | 1997年 4月25日 |          | 再見我的甜心                | 危險女神    | 日暮裕一          | 山崎和男               | 杉山慶一 渡邊哲哉 | 羽山賢二 河南正昭 （佐藤敬一）         |
| SP3  | 1999年 4月23日 |          | 緊急插播!? 惡徒冴羽獠的死期 | 危險直播    | 岸間信明          | 奧雅晴                 | 大原實            | 佐久間信一                             |

### 動畫電影
城市獵人：愛與宿命的马格南 (通稱：爱与宿命的连发枪）
シティーハンター：　愛與宿命之麥林愛と宿命のマグナム (City Hunter: A Magnum of Love's Destination)
1989年6月17日上映。
城市獵人：海灣城市之戰爭 (通稱：海滩之战）
シティーハンター：　ベイシティウォーズ  (City Hunter: Bay City Wars)
1990年8月25日上映。
城市獵人：百萬美元之陰謀 (通稱：百万黄金的阴谋）
シティーハンター　百万ドルの陰謀 (City Hunter: Million Dollar Conspiracy)
1990年8月25日上映。
劇場版城市獵人 新宿 PRIVATE EYES
劇場版 シティーハンター 新宿プライベート･アイズ
日本於2019年2月8日上映，臺灣於2019年7月19日上映。
劇場版城市獵人 天使之淚
劇場版シティーハンター 天使の涙
日本於2023年9月8日上映，台灣於2023年10月20日上映。香港於2023年12月28日上映。

## 真人電影

### 官方授權版本
根據日本維基百科所載，《城市獵人》官方版權公司正式認可的真人電影作品有四部： 
《城市獵人》（City Hunter）
1993年上映的香港動作喜劇電影，由成龍主演，是首部獲得日本原著出版社授權改編的電影作品。主要角色為孟波（成龍）、惠香（王祖賢）、冴子（邱淑貞）、中村（王敏德）。
《城市獵人 THE MOVIE 史上最偉大的使命》（Nicky Larson et le Parfum de Cupidon）
2019年2月6日在法國上映，5月24日在臺灣上映，由菲力普拉紹（Philippe Lacheau）執導並擔綱主演。主要角色在此作中皆改為西洋姓名，但仍然保留原本形象與設定。
《城市獵人》
中國大陸製作但至今仍未上映的中國版本。該片於2016年舉行記招宣布將於2018年12月後在中國全國上映，惟至今天仍未有消息。該片由黃曉明主演。
《城市獵人》（City Hunter）
2024年4月25日上映的日本真人電影版，由鈴木亮平主演，Netflix取得獨家播映權。槇村香は森田望智、槇村秀幸は安藤政信、野上冴子は木村文乃がそれぞれ演じる。

### 未經授權版本
《孟波》（Mr.Mumble）
1996年上映，由於《城市獵人》在香港的受歡迎程度，香港藝人都希望開拍這套漫畫的電影版。但當時集英社已指定讓成龍開拍電影版，但被觀眾指成龍身高體型跟漫畫裡的孟波有很大距離，以及角色氣質皆未能演出主角的精髓，并且与原著内容風格差异太大。反而由周文健開拍另一套的《孟波》，因沒買版權而不能使用漫畫原名，雖然該片為小成本製作但絕大多數觀眾都認為他和飾演海坊主(海怪)的吳康寧更能演活漫畫角色。

## 真人電視劇

### 官方授權版本
《城市獵人》
韓國於2011年由SBS所拍攝的電視劇，2011年5月25日開始播放共20集，全劇描述韓國內部社會事件，與原作角色上有很大出入，與原著漫畫關聯甚淺。由陳赫擔任導演、黃金恩擔任劇本，李敏鎬、朴敏英擔任主演。

### 未經授權版本
《妙探出租》
香港亞洲電視改編的電視劇，由連偉健飾演孟波，關詠荷飾演惠香。
《城市獵人》
中國大陸於2014年所拍攝的電視劇，搬到了1925民国时期的一座小镇，與原作角色上有很大出入。由黃明升、馬華幹擔任導演，梁鎰康擔任劇本，林志颖、马苏擔任主演。

## 遊戲
Sun電子在1990年3月2日發售PC Engine平台的動作遊戲《城市獵人》，《Fami通》6號的クロスレビュー給予21/40分數。